# Casa Maioli
Casa Maioli (poi Stanghellini) è uno degli edifici di stile rinascimentale veneziano risalente al periodo della dominazione veneziana (1447-1509) meglio conservati della città di Ravenna . L'edificio attuale ha subito numerose alterazioni nel XVI secolo che hanno drasticamente mutato le strutture originarie parzialmente visibili sulla facciata ed al suo interno. La costruzione è situata al numero civico 8 di via Paolo Costa, di fronte al vicolo San Nicandro.

## Descrizione
L'immobile attuale risulta costituito da due attigui corpi di fabbrica di differenti altezze e di un cortile interno con giardinetto e pozzo con vera veneziana in pietra calcarea. La cortina muraria esterna realizzata con mattoni a vista è composta da due sezioni leggermente oblique la cui giunzione è visibile sulla sinistra dell'entrata principale. Il portale è realizzato in sasso d'Istria con un arco a tutto sesto poggiante su due mensoline rinascimentali; l'architrave porta un cartiglio con il monogramma di Cristo, probabilmente in sostituzione di un più antico stemma araldico. Il corpo di fabbrica di sinistra è attraversato da una canna fumaria esterna a sezione ottagonale in mattoni che si origina a livello del primo piano con una elegante cuspide rovescia formata da piccoli mattoni rotondeggianti imbricati a sbalzo. Questa struttura è sormontata da un giro di tre pannelli in laterizio, ciascuno racchiudente una sagoma di stemma, un tempo probabilmente raffigurante un'arma dipinta, oggi non più visibile. Il comignolo, anch'esso ottagonale, termina con una cuspide a sezione conica formata da una serie di elementi sagomati in cotto. Le finestre del primo piano sono probabilmente state realizzate in sostituzione delle originali di presumibile forma circolare. Il secondo piano della porzione di fabbrica sinistra presenta due aperture a bifora con colonnine, capitelli ed archetti rinascimentali. L'arco a tutto sesto che sovrasta le bifore è realizzato in cotto lavorato. Il cornicione che sostiene il tetto è eseguito con una serie di elementi in cotto a funzione portante che formano una caratteristica decorazione a dentelli.
L'ingresso è seguito da un vasto androne con soffitto a cassettoni lignei e doppia orditura di travi, con decorazioni pittoriche a motivi geometrici e floreali. L'accesso al piano nobile è dato da una larga scalinata sulla sinistra che conduce ad una vasta stanza ben illuminata. La doppia esposizione sulla via Paolo Costa e sul giardino interno ricorda il portego delle coeve dimore patrizie di Venezia. Il soffitto delle due stanze contigue che si affacciano sulla via Paolo Costa è anch'esso realizzato con cassettoni lignei riprendenti lo stile di quello dell'androne, sebbene assai più ricco ed elaborato. Questi ambienti presentano quattro livelli affrescati: il primo supposto essere coevo alla costruzione dell'edificio, il secondo presumibilmente dipinto nell'arco di tempo compreso fra il XVI ed il XVII secolo, il terzo di stile pompeiano probabilmente del XVII secolo ed il quarto riconducibile al XVIIl secolo. Il secondo piano presenta un soffitto con orditura formata da travi lignee e pianelle in cotto come anche gli ampi locali di sottotetto caratterizzati da altezze elevate, probabilmente destinati all'origine ad uso magazzino.

## Storia

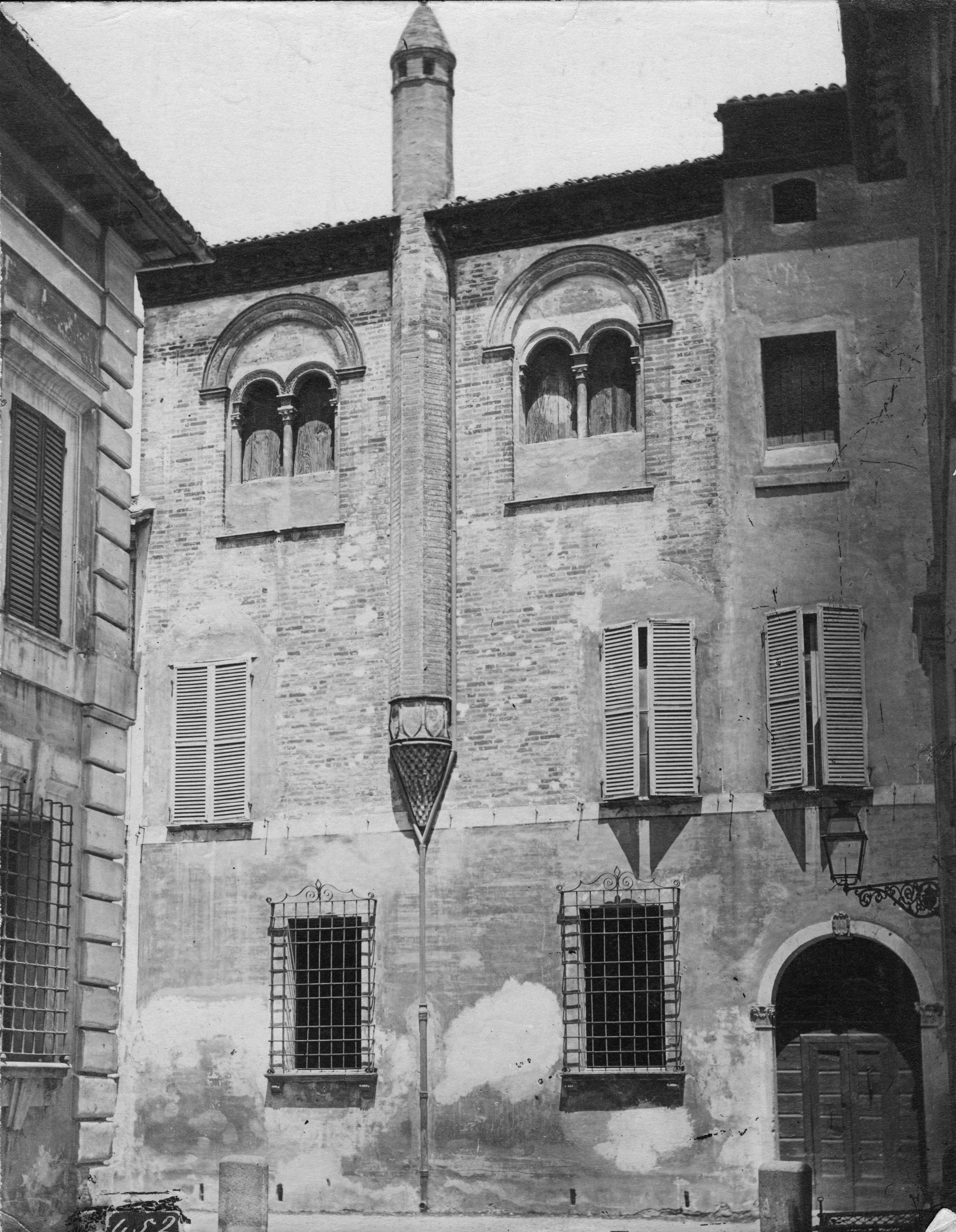
La casa Maioli, forse nell'ultimo terzo dell'Ottocento

La casa appartenne per secoli alla nobile famiglia dei Maioli, di origine faentina. Col tempo la famiglia cadde in disgrazia tanto che, nel 1763, Giuseppe Maioli viene sorteggiato tra i giovani nobili più poveri per ricevere il patrimonio dei Prandi, il cui ultimo membro moriva senza lasciare eredi. Nel 1889 la casa è venduta a Pio Stanghellini, un facoltoso agricoltore, che la lascia alla figlia Giacomina (1898-1965). La casa passò poi alla pronipote Claudia Baldini Brocchi che provvide ad effettuare un sapiente restauro. In ultimo l'edificio fu acquistato in blocco da un imprenditore ravennate agli inizi degli anni 2000, che ne curò il restauro e la lottizzazione. Attualmente l'immobile, sotto tutela della Soprintendenza Archeologia, Belle Arti e Paesaggio per le province di Ravenna, Forlì-Cesena e Rimini, è di proprietà di 4 famiglie.